# Popówka Wielka
Popówka Wielka – jezioro w woj. warmińsko-mazurskim, w pow. giżyckim, mające charakter przepływowy, położone w obrębie miasta Giżycko.

## Hydronimia
Według urzędowego spisu opracowanego przez Komisję Nazw Miejscowości i Obiektów Fizjograficznych (KNMiOF) nazwa tego jeziora to Popówka Wielka. W różnych publikacjach i na mapach topograficznych jezioro to występuje pod nazwą Popówka lub Popówka Duża.

## Morfometria
Powierzchnia zwierciadła wody według różnych źródeł wynosi od 5,6 ha do 7,5892 ha.
Zwierciadło wody położone jest na wysokości 115,8 m n.p.m.
Z powodu daleko posuniętej urbanizacji zlewni jeziora co powoduje wpływanie do zbiornika dużych ilości ścieków o charakterze antropogenicznym podlega ono intensywnym procesom eutrofizacji, czyli zarastania i wypłycania.